# Herbert (évêque)
Pour les articles homonymes, voir Herbert.
Herbert (Herbertus) est un évêque de Coutances puis de Lisieux de la première moitié du XIe siècle.

## Biographie
Herbert serait un proche parent des ducs de Normandie selon le Gallia Christiana. Il succède à Hugues à l'évêché de Coutances. Il quitte Rouen pour s'installer à Saint-Lô. Il saisit le temporel du chapitre qu'il trouve illettré. Vers 1025/1026, il permute avec Robert, évêque de Lisieux. Dans un acte de Fécamp de 1025, il apparaît comme évêque de Lisieux et Robert comme évêque de Coutances.
Il jette les fondations de la cathédrale de Lisieux, en se servant des pierres prélevées sur les murailles de la cité. Il développe les biens de l'évêché et favorise particulièrement les abbayes Saint-Pierre et Saint-Léger de Préaux.
Il signe en 1025 un acte en faveur de l'abbaye de Bernay et dédicace la chapelle du Bec le 25 mars 1034, dont il nomme Herluin le premier abbé,.
Présent au concile de Reims tenu en 1049 par le pape Léon IX et meurt peu après.